# Paix de Nisibe
La Paix de  Nisibis ou Nisibe est un accord conclu entre  l'Empire romain  et  les Sassanides à Nisibe (aujourd'hui  Nusaybin en Turquie) en 298 selon la date traditionnelle ou peut être en 299.

## L'accord
Cet accord qui met fin à la première guerre perso-romaine fait suite à la victoire en 297 du César Galère sur le grand roi Narseh dont la famille et les trésors sont capturés.
Les Sassanides reconnaissent la suzeraineté de Rome sur le royaume d'Arménie où Tiridate IV est établi. Elle reçoit outre le district d'Ingilène avec la Sophène dans l'ancienne Arménie Mineure, cinq provinces de la Haute-Mésopotamie, des territoires situés au-delà du Tigre, les provinces transtigritanes (latin regiones transtigritanes) qui comprennent l'Arzanène, la Corduène, la Moxoène, la Zabdicène, et la Rehimène. Les Romains fortifient Amida et Nisibe devient la principale place commerciale dans la région.
Dans le royaume d'Ibérie, si la suzeraineté du Grand Roi n'est pas remise en cause, Rome reconnait la légitimité du roi Miriam III, mis en place par l'Iran, qui « recevra des Romains les insignes royaux » et avec qui elle noue des relations diplomatiques directes qui sont à l'origine de la christianisation ultérieure du pays. Le fils aîné du roi, Rev, épouse d'ailleurs une fille de Tiridate IV, tandis que le cadet Bakour est ultérieurement otage à Rome sous Constantin Ier.
La paix est assurée pendant plusieurs décennies jusqu'à sa rupture par Chapour II (Shapur II) en 337,.